# Ischyromene huttoni
Ischyromene huttoni is een pissebed uit de familie Sphaeromatidae. De wetenschappelijke naam van de soort is voor het eerst geldig gepubliceerd in 1879 door G. Thomson.